# Kulturní památka (Česko)

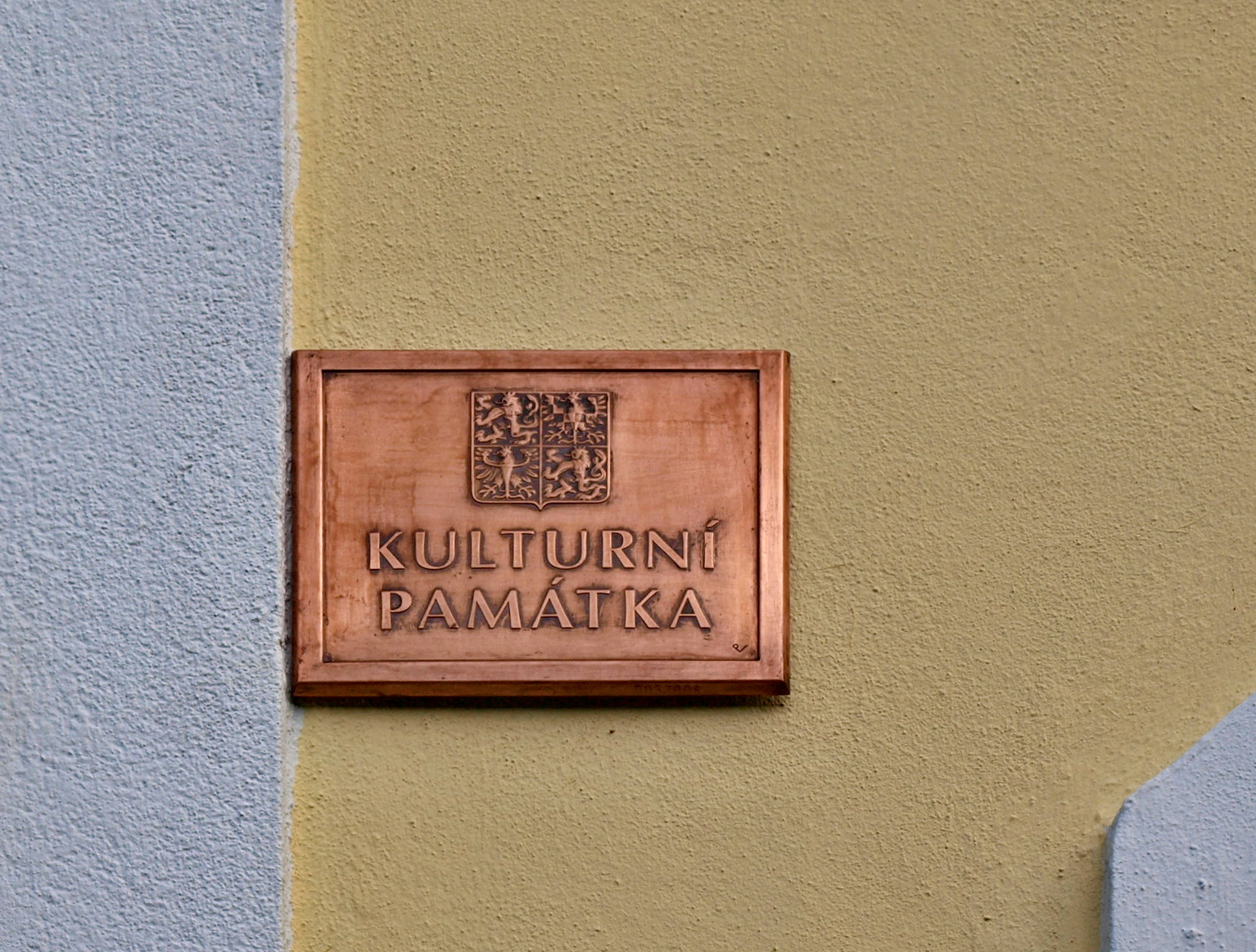
Označení statusu kulturní památky na kostele svatého Jiří ve Vraném nad Vltavou

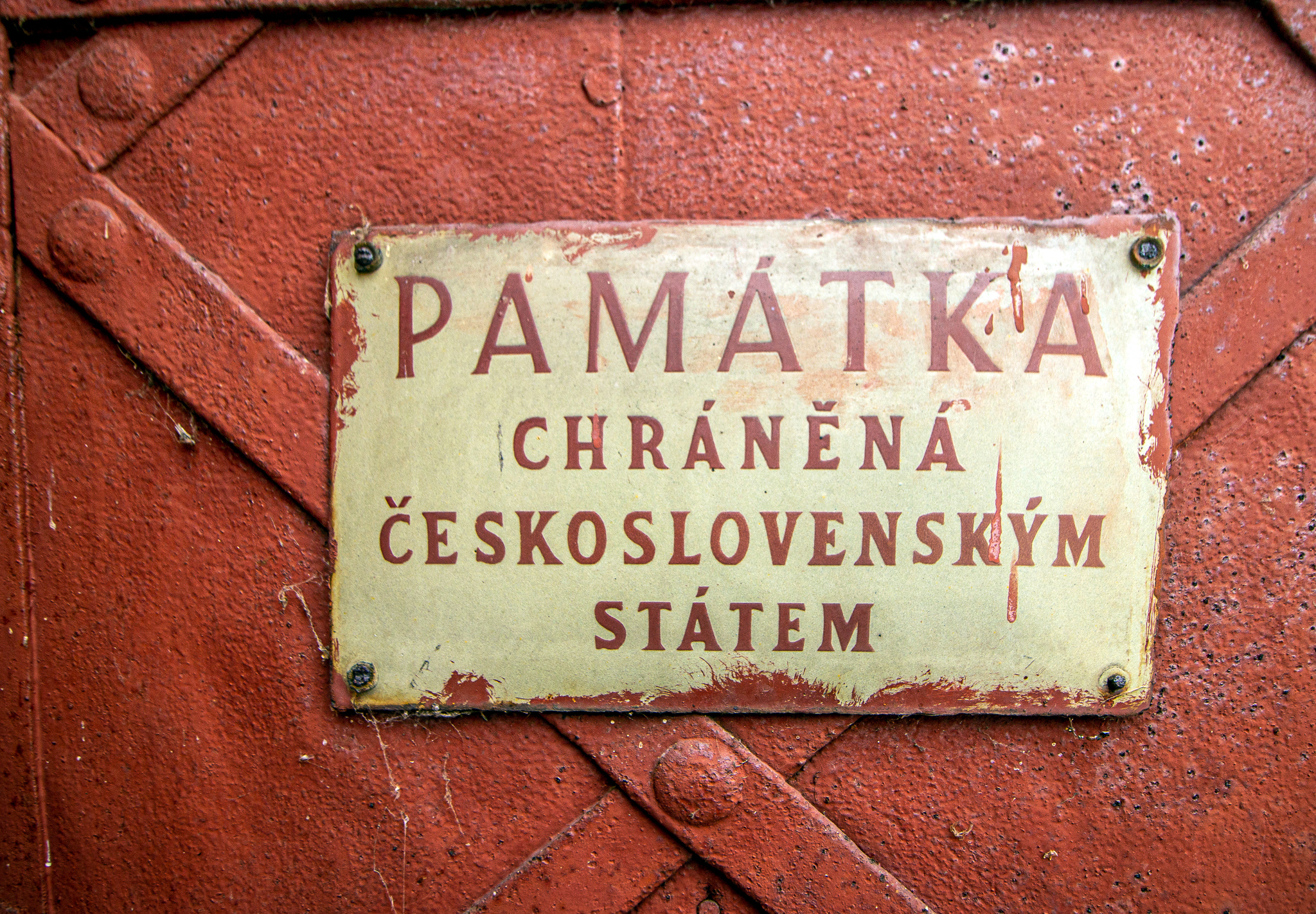
Starší označení chráněné památky na kostele Povýšení svatého Kříže v Dubé

Kulturní památka je v Česku nemovitá nebo movitá věc, případně jejich soubor, který za ni vyhlašuje Ministerstvo kultury České republiky podle zákona České národní rady o památkové péči č. 20/1987 Sb., pokud splňuje tato kritéria: 
- je významným dokladem historického vývoje, životního způsobu a prostředí společnosti od nejstarších dob do současnosti, jako projev tvůrčích schopností a práce člověka z nejrůznějších oborů lidské činnosti, pro její hodnoty revoluční, historické, umělecké, vědecké a technické, nebo
- má přímý vztah k významným osobnostem a historickým událostem.

V letech 1958–1987 byl zápis do seznamu postačující, avšak nikoliv nutnou podmínkou toho, aby objekt byl považován za kulturní památku. Zákon z roku 1987 však omezil platnost termínu pouze na položky zapsané v seznamu. Za kulturní památky se však považují i ty, které byly zapsány do seznamů podle dřívějších zákonů. 
Památky tvořící nejvýznamnější součást kulturního bohatství národa prohlašuje vláda České republiky nařízením za národní kulturní památky a stanoví podmínky jejich ochrany. Kulturní památky se zapisují do Ústředního seznamu kulturních památek České republiky, který vede Národní památkový ústav. K plošné ochraně kulturního dědictví slouží městská památková zóna, městská památková rezervace, vesnická památková zóna, vesnická památková rezervace, případně nadnárodní forma ochrany ze strany UNESCO.

## Historie ochrany
V roce 1850 byla v Rakousku-Uhersku založena Centrální komise pro soupis stavebních památek. Od roku 1872 se zapisovaly i movité památky. V letech 1907–1937 byly pod vedením konzervátorů Státního památkového ústavu sepsány památky z 52 okresů.
Zákon č. 22/1958 Sb., o kulturních památkách, v § 7 stanovil, že památky se z evidenčních důvodů zapisují do státních seznamů památek, ale že chráněny jsou i památky do seznamů nezapsané. Památky zákon v § 2 obecně definoval, přičemž odst. 3 stanovil, že v pochybnostech se považuje věc za památku až do rozhodnutí výkonného orgánu krajského národního výboru, který si před rozhodnutím vyžádá posudek ústavu památkové péče a ochrany přírody.
V letech 1984–1987 v rámci generální aktualizace nemovitých kulturních památek byly seznamy aktualizovány a zpřesněny, změněny v závazné a promítnuty do katastru nemovitostí, zároveň byl počet památek snížen. Zákon č. 20/1987 Sb., o státní památkové péči, stanovil, že považuje za kulturní památky věci prohlášené za ně Ministerstvem kultury ČR a také památky zapsané do státních seznamů podle dřívějších právních předpisů. S účinností zákona č. 20/1987 Sb., o státní památkové péči, byly dosavadní krajské seznamy památek sloučeny do jednoho ústředního seznamu; dříve zapsané památky dostaly k dosavadnímu složenému krajskému rejstříkovému číslu navíc pěticiferné číslo v ústředním seznamu, nově vyhlášené památky dostávají šesticiferná rejstříková čísla. 
V letech 2000–2007 proběhla obnova identifikace kulturních památek. V letech 2005–2011 proběhla obnova identifikace movitých kulturních památek. Také proběhla revize památkově chráněných území. Obnova identifikace se označovala zkratkou REI.

## Nemovité kulturní památky
Podle databáze MonumNet bylo k 2. září 2013 v České republice evidováno 40 328 nemovitých kulturních památek. Památkově chráněné jsou i leckteré objekty, které už fakticky zanikly nebo ztratily hodnotu, ale ochrana z nich ještě nebyla sňata. Databáze MonumNet eviduje (k 2. září 2013) též 3111 bývalých památek, které již nejsou chráněny, protože zanikly nebo jim byla z jiného důvodu (například kvůli ztrátě památkové hodnoty nebo změně hodnotících kritérií) odejmuta ochrana. Některé památky jsou jednotlivými budovami nebo plastikami, jindy je jako jedna památka veden třeba i rozsáhlý komplex (Pražský hrad, Vyšehrad) anebo soubor souvisejících objektů, leckdy zasahující do více katastrálního území, obcí či okresů. 
Ministerstvo kultury každoročně zveřejňuje program restaurování nemovitých kulturních památek včetně specifikace jednotlivých památek, jejich lokalizace, vlastníka a výše schválené dotace (avšak bez rejstříkového čísla památky). Například v roce 2013 bylo na dotacích na obnovu 185 nemovitých památek rozděleno 10 miliónů Kč, z toho největší dotace (po čtvrt milionu Kč) byla schválena pro rekonstrukci varhan v kostele svaté Ludmily v Praze a varhan v kostele Panny Marie ve Střílkách. Příjemcem naprosté většiny dotací byly církevní právnické osoby římskokatolické církve a šlo o inventář kostelů a klášterů, v mnoha případech obce (rovněž jde většinou o inventář kostelů a klášterů), jen v ojedinělých případech byla příjemcem krajská příspěvková organizace nebo soukromé osoby (ve většině případů potomci slavných šlechtických rodů, v roce 2013 Schwarzenbergů, Kolowratů a Sternbergů, a jde o vybavení zámků, například rodové obrazy či koberce) nebo obchodní společnost (v roce 2013 jediný případ, kdy šlo o vybavení zámecké kaple).

## Movité kulturní památky
Movité kulturní památky, ačkoliv jejich seznam není veřejně přístupný, tvoří nejpočetnější část památkového fondu České republiky. Patří k nim malířská a sochařská díla, díla uměleckého řemesla, liturgické předměty, hudební památky, technická díla jako například vozidla, letadla či plavidla, architektonické články ze zaniklých staveb, archeologické nálezy a podobně. Aktuální počet movitých kulturních památek není znám ani Národnímu památkovému ústavu, protože průběžně je evidence transformována a například soubory nesourodých věcí jsou evidenčně rozdělovány na více souborů či samostatné věci. Evidenční počet movitých památek se podle NPÚ blíží 100 tisícům s tím, že každý mobiliární fond nebo historický knihovní fond je evidován pod jedním rejstříkovým číslem, ač obsahuje obvykle tisíce položek, které jsou každá movitou kulturní památkou.
V Ústředním seznamu kulturních památek mohou do údajů o movitých památkách nahlížet vlastník, osoby při výkonu státní správy, pokud tyto údaje potřebují pro plnění svých úkolů, osoby pro studijní účely na základě písemného potvrzení příslušného školského zařízení nebo příslušné kulturní instituce a osoby pro vědeckovýzkumné účely na základě písemného potvrzení zadavatele výzkumného úkolu; ostatní osoby tak mohou učinit pouze s písemným souhlasem vlastníka.
Zveřejnění informací o movitých kulturních památkách obvykle závisí na vůli vlastníka, někdy jsou též zveřejněny jednotlivé informace o správních řízeních nebo dotacích souvisejících s jednotlivými památkami. 
V roce 2010 byla kulturní památkou vyhlášena Slovanská epopej. V září 2013 oznámila Pražská paroplavební společnost, že byly za kulturní památky prohlášeny její parníky Vyšehrad a Vltava. Brněnská loď Dallas byla za kulturní památku téhož roku prohlášena přes protesty jejího vlastníka, Dopravního podniku města Brna.

## Vyhlašování a rušení ochrany
Kulturní památku může ministerstvo kultury vyhlásit z vlastního podnětu nebo na návrh. Návrh na vyhlášení památky může podat jakýkoliv subjekt. Archeologický nález (§ 23) prohlašuje ministerstvo kultury za kulturní památku na návrh Akademie věd České republiky. Ministerstvo kultury návrh na prohlášení věci za kulturní památku musí projednat s krajským úřadem a obecním úřadem obce s rozšířenou působností, musí též o projednávaném podnětu či návrhu informovat vlastníka věci a umožnit mu se vyjádřit, a to i v případě, když návrh zamítlo. Věc podléhá zákonné ochraně před zásahy vlastníka před samotným rozhodnutím už od okamžiku, kdy je vlastník vyrozuměn o započatém řízení. Vlastník je povinen na vyzvání příslušným úřadům nebo jimi pověřené odborné organizaci poskytnout informace o věci a umožnit její prohlédnutí a dokumentaci. Podrobnosti k vyhlašování kulturních památek stanoví prováděcí vyhláška Ministerstva kultury České socialistické republiky č. 66/1988 Sb.
Zrušit status kulturní památky může ministerstvo kultury z mimořádně závažných důvodů na žádost jejího vlastníka nebo organizace, která na zrušení prohlášení věci za kulturní památku (dále jen „zrušení prohlášení“) prokáže právní zájem, nebo z vlastního podnětu.

## Nezákonné zápisy
2. května 2002 vydalo Ministerstva kultury, odbor legislativní a právní, stanovisko k evidenci kulturních památek zapsaných podle předchozích právních předpisů. K jakémusi zmiňovanému záznamu Památkové inspekce uvádí, že směrnice Ministerstva školství a kultury č.j. 6820/62-V/2, Sb. NV ze dne 28. 2. 1962, která se pokoušela delegovat rozhodovací pravomoc, nebyla právním předpisem a byla v rozporu se zákonem, který možnost takové delegace rozhodovací pravomoci nepřipouštěl. Stanovisko obhajuje tezi, že rozhodnuti o evidenci památky je jiným aktem než samotný zápis památky do seznamu, přičemž samotný zápis je materiálně technickým úkonem, tedy úkonem s nižší intenzitou právních účinků, ale přesto právně významným, což stanovisko ministerstva dokládá § 42 odst. 1 zákona č. 20/1987 Sb., který dle tohoto výkladu ustanovil zákonnou domněnku, že kulturní památky zapsané do státních seznamů kulturních památek podle dřívějších právních předpisů se považují za kulturní památky podle tohoto zákona. Ve smyslu zákona č. 22/1958 Sb. bylo rozhodnutí o evidenci památky deklaratorním rozhodnutím, tj. rozhodnutím, které autoritativně zjišťuje a potvrzuje již existující vztahy správního práva a působí i do minulosti (ex tunc). Taková rozhodnutí jsou vydávána, když je existence vztahů sporná či pochybná nebo když potvrzení závisí na výkladu neurčitého právního pojmu. Deklaratorní rozhodnutí tedy na vztazích samotných nic nemění, posiluje však právní jistotu. Kulturní statek tak je podle tohoto stanoviska nutné považovat za kulturní památku od počátku účinnosti zákona bez ohledu na to, zda bylo rozhodnutí vydáno nebo nebylo vydáno, avšak deklaratorní rozhodnutí vydáno být mělo. Podle stanoviska MK z roku 2002 však pro oba typy úkonů (rozhodnutí o evidenci i zápis do evidence) platí tzv. presumpce správnosti, a na takový úkon se hledí jako na bezvadný, pokud není úředně shledán opak. Stanovisko popisuje rozdíl mezi nezákonným (vadným) správním aktem a nicotným (nulitním) správním aktem, který tedy ani není aktem, ale jen paktem. Nulita však není nikde v právním řádu definována a při výkladu tohoto pojmu je třeba spoléhat se pouze na nauku a judikaturu, přičemž pokud se adresát rozhodne považovat akt za nulitní, riziko tohoto posouzení nese sám. Konečné stanovisko k nulitě může dát pouze soud. V případě nezákonného správního aktu v souladu s principem právní jistoty nelze po uplynutí určité lhůty přikročit k jeho změně nebo zrušení. Shledal-li správní orgán, že zápis byl proveden bez vydání rozhodnutí, tedy v rozporu s právními předpisy a bez právního důvodu, měl jej tento orgán nebo nadřízený orgán ať již na návrh nebo z úřední povinnosti zrušit, případně vydat rozhodnutí, a potom teprve provést záznam. Jinou možností byla určovací žaloba. V závěru stanovisko uvádí, že problém se záznamy do evidence by v praxi vznikl pravděpodobně pouze tehdy, kdyby záznam byl v rozporu s faktickým stavem věci (tedy s tím, co za kulturní památku dnes považujeme) nebo kdyby vůbec neexistoval. V ostatních případech, existuje-li pochybnost o správnosti rozhodnutí (vydání, doručení atp.), zápisů či provedených procedur, lze podle tohoto stanoviska zachovat status quo, zápisy považovat za správné a popřípadě vyčkat podání určovacích žalob a rozhodnutí soudu přičemž důkazní břemeno bude na žalobci. Pokud však orgán památkové péče dojde k závěru, že některé zápisy mohou být nicotné, je jeho povinností se s uvedenou situací vyrovnat, takový postup by však mohl mít dalekosáhlé následky, např. následné žaloby na náhradu škody. Nově pak lze použít řízení o určení právního vztahu podle § 142 správního řádu 500/2004 Sb.
Kolem přelomu let 2016 a 2017 Městský soud v Praze ve sporu týkajícím se jednoho stavení v Dolním Javoří, kde se majitel od roku 2012 domáhal zrušení zápisu, konstatoval, že zpamátnění je neplatné, protože objekt v roce 1984 do seznamu zapsal okresní národní výbor, ale tehdejší zákon takové právo vymezoval jen krajskému. Ministerstvo kultury proti rozhodnutí podalo kasační stížnost k Nejvyššímu správnímu soudu. Ve stejné situaci je údajně 28,5 tisíce všech zapsaných nemovitých kulturních památek v Česku, tj. asi 68 %, Ministerstvo kultury společně s památkáři tak prý řeší hrozbu, že tyto objekty přijdou o zákonnou ochranu, protože by Ministerstvo kultury ve všech obdobných případech muselo rozhodovat obdobně.
V roce 2016 vyšlo rovněž najevo, že v 1988 zapsali úředníci na seznam památek asi dva tisíce nemovitostí, které podle nového zákona už měly procházet složitějším procesem – prohlášením. Převážná většina těchto případů (přes 1700) je v Brně. Podle článku z 23. ledna 2017 asi dvě desítky majitelů takových nemovitostí dostaly na dotaz od ministerstva kultury potvrzení, že jejich dům byl chybně zapsán a není chráněný. Podle vedoucího brněnské pobočky Národního památkového ústavu Zdeňka Váchy „dokud se vlastník nezeptá, památková ochrana trvá“. Ministerstvo nevydalo pokyn k vyškrtnutí dotčených 1705 brněnských památek. Některé z dvaceti památek, u nichž potvrdilo neplatnost zápisu, podléhají nadále ochraně v rámci památkové zóny, u všech NPÚ navíc obratem připravil a podal na ministerstvu návrh na prohlášení za kulturní památku. Do doby rozhodnutí se musí majitel k nemovitosti chovat, jako by památkou byla.
U zapsaných památek se zpochybněným statusem je otázkou nejen jejich zachování a ochrana, ale také v minulosti udělené pokuty či přijaté dotace na obnovu památek.
13. listopadu 2020 vydal Nejvyšší správní soud rozsudek ve věci kasační stížnosti města Brna ve sporu proti ministerstvu kultury, v němž se přiklonil k názoru, že na tzv. opožděné zápisy do v té době již neexistujícího rejstříku nelze presumovat správnost správního aktu a ostatních úkonů orgánů státní správy, neboť takovým aktem ani úkonem orgánu státní správy vůbec není, protože odborná organizace státní památkové péče orgánem státní správy není. Soud potvrdil závěr nižšího soudu, že opožděně zapsané kulturní památky k 1. lednu 1988 přestaly být kulturními památkami. Ministerstvo kultury následně zveřejnilo oznámení, že tzv. „pozdě zapsané památky“ dle zmíněného rozsudku nejsou kulturními památkami, a v souladu s rozsudkem postupně upravilo údaje v Památkovém katalogu, resp. Ústředním seznamu kulturních památek. Jádrem oznámení bylo, že neplatně zapsané památky musí být vyřazeny z programů MK na podporu kulturních památek s tím, že pokud vlastník památky o status kulturní památky má zájem, má podat ministerstvu návrh na prohlášení kulturní památkou.

## Právní důsledky ochrany
Krajský úřad může, vyžaduje-li důležitý společenský zájem, uložit jejímu vlastníku povinnost určitým způsobem s ní nakládat, popřípadě mu uložit, aby ji bezplatně svěřil na nezbytně dlouhou dobu do úschovy odborné organizaci, kterou zároveň určí. Zanedbávaná kulturní památka může být v krajním případě státem vyvlastněna. Je-li památka bezprostředně ohrožena, provede obec nutná opatření k její ochraně. Obec nebo kraj mohou vlastníku památky na jeho žádost poskytnout příspěvek na zachování a obnovu kulturní památky, v případě mimořádného společenského zájmu na zachování kulturní památky může na obnovu kulturní památky poskytnout ze státního rozpočtu příspěvek ministerstvo kultury buď přímo, nebo prostřednictvím krajského úřadu, nebo prostřednictvím obecního úřadu obce s rozšířenou působností.
Pokud je movitá kulturní památka umístěna na veřejném místě, pak její trvalé přemístění z tohoto místa podléhá předchozímu souhlasu krajského úřadu. Za porušení tohoto ustanovení mohou být právnická osoba nebo živnostník postiženi pokutou až půl milionu Kč, nepodnikající fyzická osoba do 50 tisíc Kč. 

## Návrhy nového památkového zákona
Přípravy nového památkového zákona probíhaly od roku 2008 a v roce 2014 finišovaly; věcný záměr zákona schválila vláda svým usnesením č. 156 ze dne 6. března 2013 a uložila ministerstvu zpracovat do 30. září 2013 návrh zákona. Návrh zákona, který vycházel ze schváleného věcného záměru (usnesení vlády ze dne 6. 3. 2013 č. 156) byl schválen dne 20. listopadu 2015 usnesením vlády č. 929 a dne 4. prosince 2015 postoupen Poslanecké sněmovně Parlamentu České republiky jako sněmovní tisk 666.
Věcný záměr a návrhy zákona předpokládají zachování stávajících kategorií ochrany (kulturní památky, národní kulturní památky, památkové zóny, památkové rezervace), nově zavádí kategorie památka místního významu a památka s mezinárodním statusem.
Podle návrhu zákona má být kulturní památkou hmotný výsledek lidské činnosti vzniklý v dějinném procesu kultivace světa, který je pramenem poznání, a je významný svou uměleckou, architektonickou, uměleckořemeslnou, řemeslnou, technickou, urbanistickou anebo krajinnou hodnotou nebo je významným pozůstatkem lidského osídlení na našem území v minulosti nebo se váže k významným osobnostem či událostem, prohlášený podle zákona. Za památku by bylo možné prohlásit věc, soubor věcí, nebo i stavbu, která není samostatnou věcí v právním smyslu, případně pozemek bez stavby nebo soubor pozemků a též lidské ostatky, pokud mají historický a kulturní význam pro stavbu, kde se nacházejí.
Kulturní památky, stejně jako národní kulturní památky, památky s mezinárodním statusem, památkové rezervace a památkové zóny, mají být evidovány v Seznamu chráněného památkového fondu, který má být informačním systémem veřejné správy, jehož správcem by mělo být Ministerstvo kultury a provozovatelem odborná organizace památkové péče. Systém má být propojen se základním registrem územní identifikace, adres a nemovitostí (RÚIAN).
O prohlášení věci za kulturní památku má rozhodovat ministerstvo kultury ve správním řízení. Ve výroku rozhodnutí má být identifikována věc prohlašovaná za kulturní památku a má být uvedeno, jaké zákonem stanovené hodnoty kulturní památky prohlašovaná věc, soubor věcí, stavba nebo pozemek má. Poté, co rozhodnutí nabude právní moci, jej ministerstvo zašle odborné organizaci památkové péče k zapsání do seznamu. Ministerstvo by bylo též oprávněno rozhodnout o zrušení prohlášení, avšak pouze v mimořádně závažném důvodu, jako je například ztráta hodnot kulturní památky nebo její fyzický zánik.
Zejména před rokem 1987 byly památky zapisované bez jakéhokoliv správního řízení, ani prohlašování podle zákona z roku 1987 nebylo plnohodnotné. Ústavní soud ve svém nálezu publikovaném pod č. 240/2005 Sb. dospěl k závěru, že po procesní stránce trpělo řízení o prohlášení věci ústavním deficitem v podobě vyloučení aplikace správního řádu a absence plnohodnotné procesní úpravy tohoto řízení přímo v zákoně o státní památkové péči. Některé návrhy nového zákona počítaly s radikální revizi památkového fondu, tedy že by všechny dosud zapsané památky musely projít správním řízením, jinak by zanikla jejich ochrana. Věcný záměr zákona schválený vládou v březnu 2013 však předpokládá automatické převzetí jak památek prohlášených podle zákona č. 20/1987 Sb., tak památek zapsaných nebo prohlášených podle zákona č. 22/1958 Sb.
Památky místního významu ve svém územním obvodu by podle konceptu zákona vyhlašovala obec v samostatné působnosti obecně závaznou vyhláškou; za památku místního významu by však nebylo možné vyhlásit kulturní památku České republiky, vyhlášením věci za kulturní památku ČR by obecní vyhláška pozbyla platnosti. Vyhlášku by obec měla povinnost do 10 dnů zaslat Národnímu památkovému ústavu k zápisu do centrálního seznamu památkového fondu. Některé z připomínkujících subjektů nesouhlasily se zavedením této nové kategorie památek do památkového zákona a navrhovaly řešit tuto problematiku v rámci stavebního zákona. 
Ústav památkové péče Fakulty architektury ČVUT ve svých připomínkách z 16. července 2014 zejména zdůraznil, že kulturní památky existují objektivně a nevznikají žádnou správní procedurou a že současná památková péče opouští princip výběrovosti a obrací se ke všem dochovaným kulturním hodnotám, ke kulturnímu dědictví jako celku. Památkový fond v tomto pojetí zahrnuje i památky neevidované a neprohlášené. Ústav navrhuje podchytit a dokumentovat památkový fond jako celek, v informační síti pak podchytit všechny kulturní památky (kulturní památky evidované), jejichž podskupinou by pak byly kulturní památky chráněné. Tím by byla odlišena tzv. tvrdá ochrana od tzv. měkké ochrany. Ústav navrhl zcela zrušit kategorii národních kulturních památek, protože jejich původní tradičně národně-vlastenecký koncept považuje za anachronický a překonaný a nárůst počtu památek v této kategorii za neúměrný a nekonzistentní. Ministerstvo kultury v reakci na připomínky zvolilo z důvodu právní jistoty subjektů a kontinuity právního řádu a pro poskytnutí reálné ochrany kulturních památek zachovat v souladu s věcným záměrem schváleným vládou i nadále prohlašovací režim, nastolený v roce 1987, nikoliv ochranu poskytnutou přímo ze zákona, jako tomu bylo v zákoně č. 22/1958 Sb. Verze návrhu zákona ze září 2014 rozšiřuje evidenci památkového fondu o tzv. potenciál, tedy další objekty architektonického a archeologického dědictví, které nepodléhají speciální ochraně podle památkového zákona.
Poté, co v roce 2017 byl vládní návrh zákona o ochraně památkového fondu v Poslanecké sněmovně těsnou většinou zamítnut, ministerstvo zahájilo práce na dalším návrhu, který v souladu s Plánem legislativních prací na rok 2019 schváleným usnesením vlády č. 830 ze dne 12. prosince 2018 předložilo 3. července 2019 do vnějšího připomínkového řízení. Nový návrh navazuje na předchozí návrh, který byl usnesením vlády schválen v roce 2015.